# Como 1907 2022-2023
Questa voce raccoglie le informazioni riguardanti il Como 1907 nelle competizioni ufficiali della stagione 2022-2023.

## Stagione
Nella stagione 2022-2023 il Como disputa il campionato di Serie B, raccoglie 47 punti che valgono il tredicesimo posto finale. La stagione dei lariani inizia con il confermato tecnico Giacomo Gattuso sostituito già a metà settembre, vuoi per motivi personali e anche perché dopo cinque gare il Como è senza vittorie, arriva anche la sconfitta interna (0-2) con il Sudtirol, così al suo posto arriva Moreno Longo. Con il nuovo tecnico il Como chiude il girone di andata con 22 punti, mentre nel girone di ritorno arrivano 25 punti, ed una salvezza raggiunta senza patemi. In Coppa Italia brutta figura nel turno inaugurale, un (5-1) rimediato a La Spezia.

## Divise e sponsor
Lo sponsor tecnico per la stagione 2022-2023 è Erreà.
La maglia del Como presenta come main sponsor Mola, mentre il back sponsor è Acqua San Bernardo.
La prima maglia è disegnata dallo stilista indonesiano Didit Hediprasetyo è di colore azzurro. La maglia è un omaggio al lago di Como, nella parte frontale e sulle maniche viene riprodotto un dipinto realizzato dalla pittrice spagnola Golnaz Jabelli che unisce le sfumature dell’acqua e le linee del marmo. Le maniche ed il colletto sono bianchi.
| Casa | Trasferta | Terza divisa |

## Organigramma societario
Area direttiva
- Amministratore unico: Dennis Frank Wise
- Direttore generale e sportivo: Carlalberto Ludi

Area organizzativa
- Segretario Generale: Emanuela Lubian
- Resp. amministrazione, finanza e controllo: Fabio Lori
- Segretario settore giovanile: Filippo Jaccarino

Area comunicazione
- Responsabile Comunicazione: Alessandro Camagni
- Supporter Liaison Officer: Cosimo De Luca

Area marketing
- Direttore Commerciale e Marketing: Veronica Oldani
- Direttore Como TV: Goffredo d’Onofrio

Area tecnica
- Direttore sportivo: Carlalberto Ludi
- Collaboratore Area Tecnica: Davide Facchin
- Responsabile Area Scouting: Christian Bruccoleri
- Team Manager: Giuseppe Calandra
- Allenatore: Giacomo Gattuso, poi Moreno Longo
- Allenatore in seconda: Massimiliano Guidetti, poi Dario Migliaccio
- Responsabile tecnico dell'Area Sviluppo giocatori: Marc Stephen John Bircham
- Preparatore atletico: Andrea Castellani e Andrea Bernasconi
- Preparatore dei portieri: Enrico Malatesta

Area sanitaria
- Medico sociale: Alberto Giughello
- Fisioterapista/Massaggiatore: Simone Gallo
- Massofisioterapista e osteopata: Alessandro Pozzoli

## Rosa
Aggiornata al 18 gennaio 2023..
| N. |                        | Ruolo | Calciatore                |
| -- | ---------------------- | ----- | ------------------------- |
| 1  | Italia (bandiera)      | P     | Simone Ghidotti           |
| 12 | Italia (bandiera)      | P     | Pierre Bolchini           |
| 22 | Italia (bandiera)      | P     | Luca Zanotti              |
| 32 | Senegal (bandiera)     | P     | Amigo Alfred Junior Gomis |
| 2  | Inghilterra (bandiera) | D     | Luis Thomas Binks         |
| 3  | Italia (bandiera)      | D     | Andrea Cagnano            |
| 5  | Italia (bandiera)      | D     | Davide Bertoncini         |
| 15 | Italia (bandiera)      | D     | Simone Canestrelli        |
| 16 | Italia (bandiera)      | D     | Matteo Solini             |
| 23 | Italia (bandiera)      | D     | Filippo Scaglia           |
| 26 | Paesi Bassi (bandiera) | D     | Cas Ruben Odenthal        |
| 28 | Italia (bandiera)      | D     | Luca Vignali              |
| 33 | Italia (bandiera)      | D     | Filippo Delli Carri       |
| 44 | Cipro (bandiera)       | D     | Nikolas Iōannou           |
| 45 | Italia (bandiera)      | D     | Edoardo Pierozzi          |
| 98 | Italia (bandiera)      | D     | Edoardo Bovolon           |
| 4  | Spagna (bandiera)      | C     | Francesc Fàbregas Soler   |
| 5  | Italia (bandiera)      | C     | Jacopo Da Riva            |
| 6  | Italia (bandiera)      | C     | Alessio Iovine            |
| 7  | Marocco (bandiera)     | C     | Moutir Chajia             |

| N. |                    | Ruolo | Calciatore                       |
| -- | ------------------ | ----- | -------------------------------- |
| 8  | Albania (bandiera) | C     | Elvis Kabashi                    |
| 8  | Italia (bandiera)  | C     | Pancrazio Paolo Faragò           |
| 10 | Italia (bandiera)  | C     | Daniele Baselli                  |
| 11 | Italia (bandiera)  | C     | Vittorio Parigini                |
| 14 | Italia (bandiera)  | C     | Alessandro Bellemo (capitano)    |
| 19 | Spagna (bandiera)  | C     | Alejandro Blanco Sánchez         |
| 20 | Irlanda (bandiera) | C     | Liam Thomas Kerrigan             |
| 21 | Italia (bandiera)  | C     | Tommaso Arrigoni                 |
| 24 | Italia (bandiera)  | C     | Enrico Celeghin                  |
| 25 | Senegal (bandiera) | C     | Racine Ba                        |
| 33 | Francia (bandiera) | C     | Lucas Da Cunha                   |
| 52 | Italia (bandiera)  | C     | Marco Andrea Tremolada           |
| 55 | Italia (bandiera)  | C     | Christian Gatti                  |
| 9  | Italia (bandiera)  | A     | Alessandro Gabrielloni           |
| 27 | Italia (bandiera)  | A     | Alberto Cerri                    |
| 30 | Italia (bandiera)  | A     | Elia Di Giuliomaria              |
| 63 | Italia (bandiera)  | A     | Patrick Cutrone                  |
| 70 | Italia (bandiera)  | A     | Giuseppe Ambrosino Di Bruttopilo |
| 72 | Italia (bandiera)  | A     | Ettore Gliozzi                   |
| 77 | Italia (bandiera)  | A     | Leonardo Mancuso                 |

## Calciomercato

### Sessione estiva(dal 01/07 al 01/09)
| Acquisti         | Acquisti            | Acquisti                  | Acquisti                                 |
| R.               | Nome                | da                        | Modalità                                 |
| ---------------- | ------------------- | ------------------------- | ---------------------------------------- |
| P                | Simone Ghidotti     | Fiorentina                | definitivo                               |
| P                | Mauro Vigorito      | Cosenza                   | definitivo                               |
| D                | Luis Binks          | Bologna                   | prestito                                 |
| D                | Filippo Delli Carri | Juventus                  | definitivo                               |
| D                | Nikolas Iōannou     | Nottingham Forest         | definitivo                               |
| C                | Racine Ba           | Correggese                | definitivo                               |
| C                | Enrico Celeghin     | Renate                    | fine prestito                            |
| C                | Luca Vignali        | Spezia                    | definitivo                               |
| C                | Cesc Fàbregas       | Monaco                    | svincolato                               |
| C                | Ismail H'Maidat     | Südtirol                  | fine prestito                            |
| C                | Cas Odenthal        | N.E.C.                    | definitivo                               |
| C                | Daniele Baselli     |                           | svincolato                               |
| A                | Alberto Cerri       | Cagliari                  | rinnovo prestito con obbligo di riscatto |
| A                | Liam Kerrigan       | University College Dublin | definitivo                               |
| A                | Leonardo Mancuso    | Monza                     | prestito                                 |
| A                | Vittorio Parigini   | Genoa                     | rinnovo prestito                         |
| A                | Patrick Cutrone     | Wolverhampton             | definitivo                               |
| Altre operazioni |                     |                           |                                          |
| R.               | Nome                | da                        | Modalità                                 |
| P                | Alfred Gomis        | Rennes                    | prestito                                 |
| A                | Lucas Da Cunha      | Nizza                     | definitivo                               |
| D                | Edoardo Pierozzi    | Palermo                   | prestito                                 |
| D                | Simone Canestrelli  | Pisa                      | prestito                                 |

| Cessioni         | Cessioni            | Cessioni   | Cessioni      |
| R.               | Nome                | a          | Modalità      |
| ---------------- | ------------------- | ---------- | ------------- |
| P                | Davide Facchin      |            | fine carriera |
| P                | Stefano Gori        | Juventus   | fine prestito |
| D                | Marco Varnier       | Atalanta   | fine prestito |
| D                | Luca Vignali        | Spezia     | fine prestito |
| C                | Elvis Kabashi       | Reggiana   | definitivo    |
| C                | Filippo Nardi       | Cremonese  | fine prestito |
| C                | Lorenzo Peli        | Atalanta   | fine prestito |
| A                | Amato Ciciretti     | Pordenone  | fine prestito |
| A                | Antonino La Gumina  | Sampdoria  | fine prestito |
| A                | Ettore Gliozzi      | Pisa       | definitivo    |
| Altre operazioni |                     |            |               |
| R.               | Nome                | a          | Modalità      |
| C                | Enrico Celeghin     | Triestina  | prestito      |
| D                | Filippo Delli Carri | Padova     | prestito      |
| A                | Giuseppe Ambrosino  | Cittadella | fine prestito |
| P                | Luca Zanotti        |            | svincolato    |

## Risultati

### Serie B

#### Girone di andata
| Arbitro: | Manganiello (Pinerolo) |

|             |           |               |
| Mancuso 19’ | Marcatori | 90+2’ Pereiro |

| Arbitro: | Doveri (Roma) |

|                                    |           |                        |
| Moruțan 24’ (rig.) Torregrossa 89’ | Marcatori | 5’ Blanco 77’ Kerrigan |

| Arbitro: | Miele (Nola) |

|  |           |                |
|  | Marcatori | 45’ Bertagnoli |

| Arbitro: | Massa (Imperia) |

|                         |           |  |
| Kone 22’ Mulattieri 71’ | Marcatori |  |

| Arbitro: | Feliciani (Teramo) |

|  |           |                             |
|  | Marcatori | 79’ Mazzocchi 87’ Casiraghi |

| Arbitro: | Rutella (Enna) |

|                              |           |                                            |
| Cutrone 12’, 46’ Iōannou 72’ | Marcatori | 8’ Maistro 59’ Moncini 90+3’ Sal. Esposito |

| Arbitro: | Pezzuto (Lecce) |

|                                   |           |             |
| D'Urso 31’ Rigione 37’ Meroni 85’ | Marcatori | 41’ Vignali |

| Arbitro: | Gariglio (Pinerolo) |

|              |           |  |
| Arrigoni 34’ | Marcatori |  |

| Arbitro: | La Penna (Roma) |

|                                                       |           |             |
| Pergreffi 11’, 23’ Armellino 41’ Diaw 50’ Magnino 72’ | Marcatori | 84’ Cutrone |

| Arbitro: | Ghersini (Genova) |

|               |           |            |
| Cerri 4’, 22’ | Marcatori | 9’ Leverbe |

| Arbitro: | Prontera (Bologna) |

|              |           |  |
| Delprato 38’ | Marcatori |  |

| Arbitro: | Miele (Nola) |

|             |           |  |
| Bellemo 66’ | Marcatori |  |

| Arbitro: | Massimi (Termoli) |

|                 |           |           |
| Coda 17’ (rig.) | Marcatori | 68’ Cerri |

| Arbitro: | Marchetti (Ostia Lido) |

|                  |           |                  |
| Cerri 45’ (rig.) | Marcatori | 90’ (rig.) Botta |

| Arbitro: | Chiffi (Padova) |

|                                         |           |                             |
| Cerri 6’ (aut.) Ciciretti 73’ Šimić 82’ | Marcatori | 17’, 29’ Mancuso 79’ Blanco |

| Palermo 8 dicembre 2022, ore 20:30 CEST 16ª giornata | Palermo            | 0 – 0 referto | Como | Stadio Renzo Barbera (16467 spett.)\| Arbitro: \| Dionisi (L'Aquila) \| |
| Arbitro:                                             | Dionisi (L'Aquila) |               |      |                                                                         |

| Arbitro: | Pezzuto (Lecce) |

|  |           |                    |
|  | Marcatori | 77’ (rig.) Hernani |

| Arbitro: | Rutella (Enna) |

|  |           |                                       |
|  | Marcatori | 17’ Cutrone 77’ Ambrosino 90’ Mancuso |

| Arbitro: | Guida (Torre Annunziata) |

|                         |           |  |
| Arrigoni 4’ Mancuso 73’ | Marcatori |  |

#### Girone di ritorno
| Arbitro: | Meraviglia (Pistoia) |

|                              |           |  |
| Pavoletti 16’ Paulo Azzi 49’ | Marcatori |  |

| Arbitro: | Maggioni (Lecco) |

|                         |           |                         |
| Cutrone 12’ Da Riva 95’ | Marcatori | 43’ Tramoni 83’ Masucci |

| Arbitro: | Camplone (Pescara) |

|  |           |             |
|  | Marcatori | 60’ Baselli |

| Arbitro: | Manganiello (Pinerolo) |

|  |           |                         |
|  | Marcatori | 15’ Mazzitelli 30’ Caso |

| Arbitro: | Santoro (Messina) |

|          |           |                  |
| Zaro 69’ | Marcatori | 90’ (rig.) Cerri |

| Arbitro: | Gariglio (Pinerolo) |

|              |           |                 |
| La Mantia 6’ | Marcatori | 39’ Gabrielloni |

| Arbitro: | Gualtieri (Asti) |

|                                                                           |           |            |
| Gabrielloni 12’, 76’ Cutrone 45+3’ (rig.) D'Orazio 46’ (aut.) Ioannou 71’ | Marcatori | 26’ Marras |

| Perugia 1º marzo 2023, ore 20:30 CET 27ª giornata | Perugia              | 0 – 0 referto | Como | Stadio Renato Curi (4542 spett.)\| Arbitro: \| Perenzoni (Rovereto) \| |
| Arbitro:                                          | Perenzoni (Rovereto) |               |      |                                                                        |

| Arbitro: | Rutella (Enna) |

|           |           |  |
| Cerri 51’ | Marcatori |  |

| Benevento 11 marzo 2023, ore 14:00 CET 29ª giornata | Benevento         | 0 – 0 referto | Como | Stadio Ciro Vigorito (7806 spett.)\| Arbitro: \| Santoro (Messina) \| |
| Arbitro:                                            | Santoro (Messina) |               |      |                                                                       |

| Arbitro: | Meraviglia (Pistoia) |

|                       |           |  |
| Cerri 5’ Arrigoni 54’ | Marcatori |  |

| Arbitro: | Serra (Torino) |

|                                         |           |                             |
| Candela 45’ Milanese 49’ Pohjanpalo 50’ | Marcatori | 9’ Da Cunha 90’ Gabrielloni |

| Arbitro: | Pairetto (Nichelino) |

|                         |           |                        |
| Cutrone 65’ Mancuso 89’ | Marcatori | 20’ Strootman 56’ Coda |

| Arbitro: | Chiffi (Padova) |

|                            |           |                         |
| Cheddira 48’ Di Cesare 90’ | Marcatori | 18’ Iōannou 26’ Cutrone |

| Arbitro: | Ayroldi (Molfetta) |

|                  |           |                    |
| Cerri 90’ (rig.) | Marcatori | 68’ (rig.) Dionisi |

| Arbitro: | Paterna (Teramo) |

|                  |           |             |
| Cerri 36’ (rig.) | Marcatori | 17’ Buttaro |

| Arbitro: | Massimi (Termoli) |

|                  |           |             |
| Strelec 22’, 52’ | Marcatori | 89’ Cutrone |

| Arbitro: | Gariglio (Pinerolo) |

|                                     |           |                    |
| Vignali 62’ Da Cunha 70’ Chajia 77’ | Marcatori | 32’ (rig.) Favilli |

| Cittadella 19 maggio 2023, ore 20:30 CEST 38ª giornata | Cittadella             | 0 – 0 referto | Como | Stadio Piercesare Tombolato (7623 spett.)\| Arbitro: \| Manganiello (Pinerolo) \| |
| Arbitro:                                               | Manganiello (Pinerolo) |               |      |                                                                                   |

### Coppa Italia
| Arbitro: | Meraviglia (Pistoia) |

|                                                                |           |            |
| Nzola 43’, 76’ (rig.) Verde 60’ (rig.) Strelec 71’ Maldini 90’ | Marcatori | 55’ Blanco |

## Statistiche

### Statistiche di squadra
| Competizione | Punti | In casa | In casa | In casa | In casa | In casa | In casa | In trasferta | In trasferta | In trasferta | In trasferta | In trasferta | In trasferta | Totale | Totale | Totale | Totale | Totale | Totale | DR |
| Competizione | Punti | G       | V       | N       | P       | Gf      | Gs      | G            | V            | N            | P            | Gf           | Gs           | G      | V      | N      | P      | Gf     | Gs     | DR |
| ------------ | ----- | ------- | ------- | ------- | ------- | ------- | ------- | ------------ | ------------ | ------------ | ------------ | ------------ | ------------ | ------ | ------ | ------ | ------ | ------ | ------ | -- |
| Serie B      | 46    | 19      | 8       | 7       | 4       | 28      | 20      | 19           | 2            | 10           | 7            | 19           | 28           | 38     | 10     | 17     | 11     | 47     | 48     | -1 |
| Coppa Italia | -     | 0       | 0       | 0       | 0       | 0       | 0       | 1            | 0            | 0            | 1            | 1            | 5            | 1      | 0      | 0      | 1      | 1      | 5      | -4 |
| Totale       | -     | 19      | 8       | 7       | 4       | 28      | 20      | 20           | 2            | 10           | 8            | 20           | 33           | 39     | 10     | 17     | 12     | 48     | 53     | -5 |

### Andamento in campionato
| Giornata  | 1  | 2  | 3  | 4  | 5  | 6  | 7  | 8  | 9  | 10 | 11 | 12 | 13 | 14 | 15 | 16 | 17 | 18 | 19 | 20 | 21 | 22 | 23 | 24 | 25 | 26 | 27 | 28 | 29 | 30 | 31 | 32 | 33 | 34 | 35 | 36 | 37 | 38 |
| --------- | -- | -- | -- | -- | -- | -- | -- | -- | -- | -- | -- | -- | -- | -- | -- | -- | -- | -- | -- | -- | -- | -- | -- | -- | -- | -- | -- | -- | -- | -- | -- | -- | -- | -- | -- | -- | -- | -- |
| Luogo     | C  | T  | C  | T  | C  | C  | T  | C  | T  | C  | T  | C  | T  | C  | T  | T  | C  | T  | C  | T  | C  | T  | C  | T  | T  | C  | T  | C  | T  | C  | T  | C  | T  | C  | C  | T  | C  | T  |
| Risultato | N  | N  | P  | P  | P  | N  | P  | V  | P  | V  | P  | V  | N  | N  | N  | N  | P  | V  | V  | P  | N  | V  | P  | N  | N  | V  | N  | V  | N  | V  | P  | N  | N  | N  | N  | P  | V  | N  |
| Posizione | 12 | 13 | 17 | 18 | 19 | 19 | 20 | 19 | 19 | 19 | 19 | 16 | 18 | 18 | 18 | 18 | 19 | 17 | 15 | 16 | 16 | 13 | 15 | 14 | 16 | 14 | 14 | 13 | 11 | 10 | 11 | 11 | 12 | 13 | 12 | 13 | 12 | 12 |

Legenda:

Luogo: C = Casa; T = Trasferta. Risultato: V = Vittoria; N = Pareggio; P = Sconfitta.